# Halberstadtwerke
Die Halberstadtwerke GmbH sind der größte kommunale Versorgungsdienstleister in der Harzregion. Das Portfolio des Unternehmens reicht von der Versorgung mit Strom, Erdgas, Trinkwasser und Fernwärme bis zum Angebot von Gebäudeleittechnik.

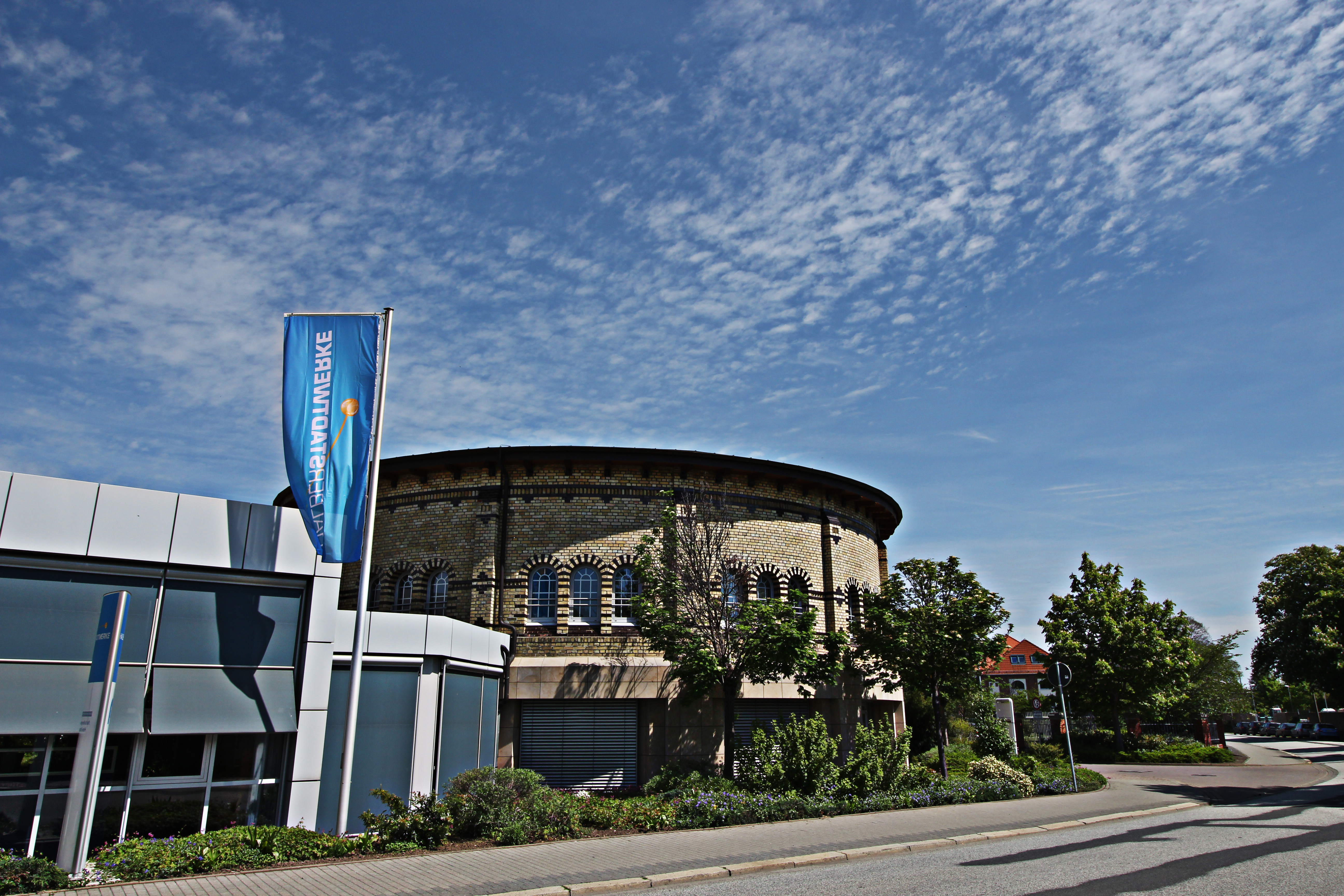
Unternehmenssitz der Halberstadtwerke

## Geschichte
Die Geschichte der Halberstadtwerke beginnt im Oktober 1860 mit der Gründung des „Komitees der Halberstädter Gas-Aktiengesellschaft“. 1902 wurde das erste städtische Elektrizitätswerk gebaut. Im Jahr 1929 erfolgte der Zusammenschluss des Elektrizitätswerks mit den Gas- und Wasserwerken und der Straßenbahn zu den „Städtischen Werken“. Nach dem Ende des Zweiten Weltkriegs wurden die Stadtwerke zu einer Abteilung der Stadtverwaltung, anschließend waren sie Teil des Kombinats VEB Energieversorgung Magdeburg. Am 9. Januar 1992 erhielten die Stadtwerke mit der Gründung der Stadtwerke Halberstadt GmbH ihre Selbstständigkeit wieder. Im Jahr 1992 erfolgte die Umbenennung in Halberstadtwerke GmbH.

## Netzgebiet
Insgesamt versorgen die Halberstadtwerke 45.000 Kunden in 38 Städten und Gemeinden in Sachsen-Anhalt. Für Halberstadt, Emersleben und Klein Quenstedt sind sie der Grundversorger für Strom. In weiteren 30 Orten rund um die Kernstadt Halberstadt sind die Halberstadtwerke Grundversorger im Erdgas.

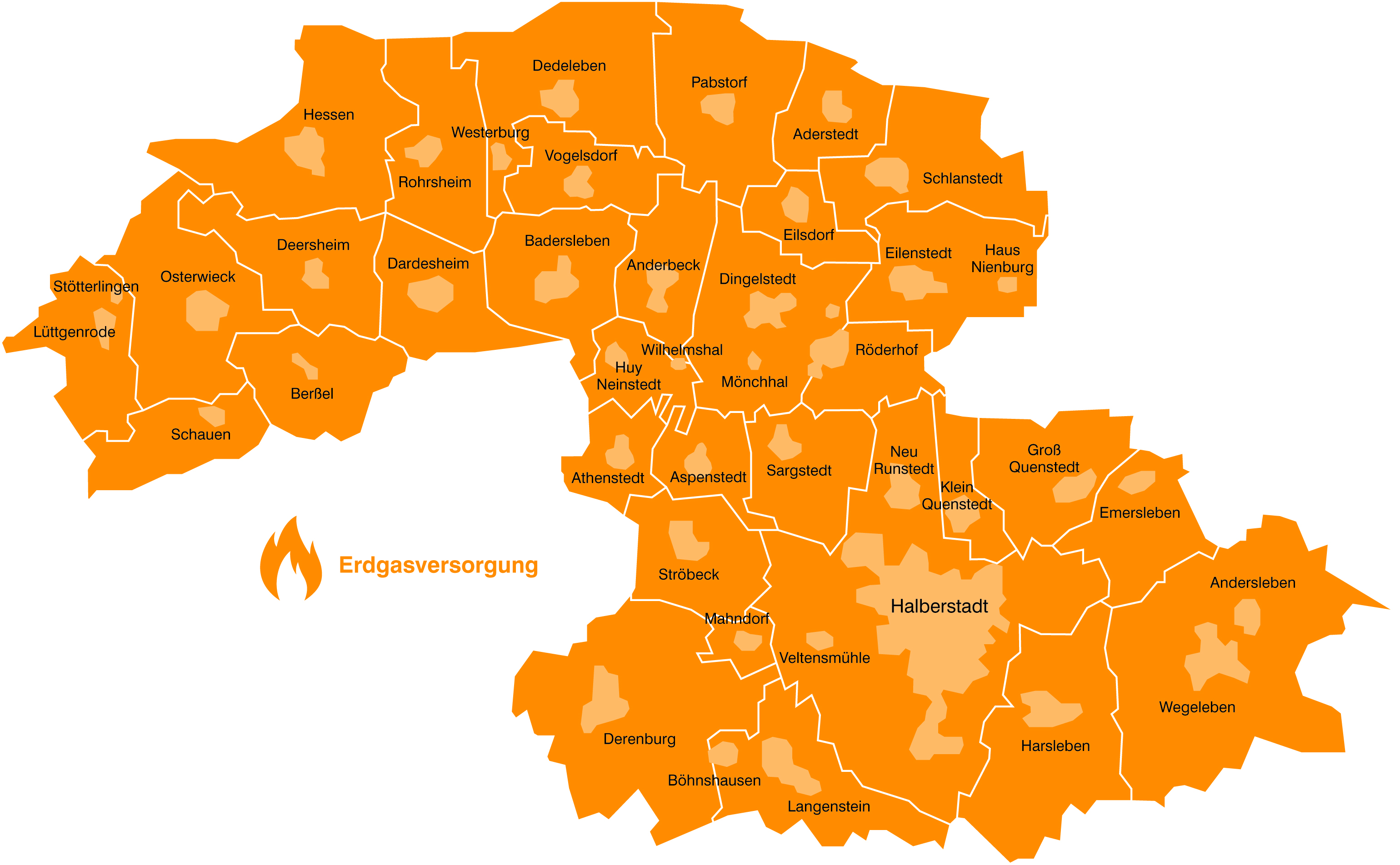
Netzgebiet Gas der Halberstadtwerke

## Gesellschafter
Die Gesellschaftsanteile sind zu 25 Prozent im Besitz der Thüga Aktiengesellschaft, München. 75 Prozent hält die NOSA GmbH Halberstadt, eine Holding der Stadt Halberstadt.

## Beteiligungen
Die Halberstadtwerke sind Gesellschafter der KOM9, einem Verbund von Stadtwerken und regionalen Energieversorgern aus ganz Deutschland. Die KOM9 wurde 2009 gegründet. Sie weist inzwischen 40 Gesellschafter auf.
Die Halberstadtwerke sind auch Gesellschafter der Thüga Erneuerbare Energien GmbH & Co. KG (THEE). Die THEE ist ein Gemeinschaftsunternehmen von 47 Gesellschaften der Thüga-Gruppe. Das Ziel der THEE ist die Bündelung von Know-how und Kapital sowie die Verteilung der Investitionen auf mehrere Projekte. Das gemeinsame Engagement ergänzt die regionalen Investitionen der Gesellschafter in Erneuerbare Energien.

## Produkte
Strom:

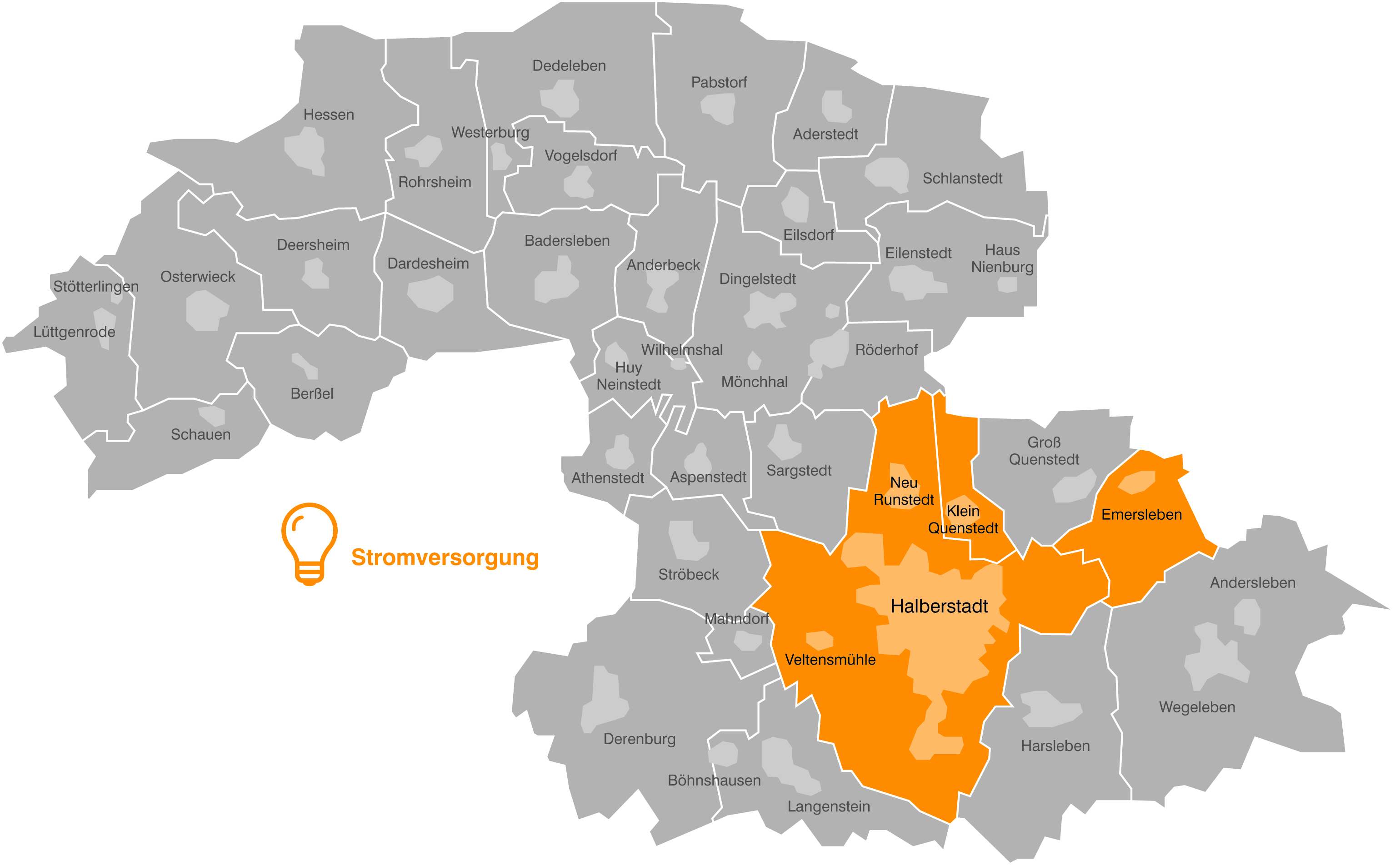
Netzgebiet Strom der Halberstadtwerke

Das Unternehmen versorgt mehr als 28.000 Kunden mit Strom. Die Halberstadtwerke sind der Grundversorger für die Stadt Halberstadt, Emersleben und Klein Quenstedt. Unter dem Namen „Joker Strom“ bieten sie den Kunden unterschiedliche Stromprodukte an. Mit „Joker Natustrom“ verfügen die Halberstadtwerke dabei auch über ein vom TÜV Süd EE zertifiziertes Produkt aus 100 % Wasserkraft.
Erdgas:
Die Halberstadtwerke bieten den Kunden Erdgas im Rahmen der Grundversorgung und über die Produktfamilie „JOKER ERDGAS“ an. Zur Förderung der nachhaltigen Mobilität verfügt das Unternehmen in Halberstadt über eine eigene Erdgastankstelle.
Trinkwasser:
Mit 1,6 Millionen Kubikmetern Trinkwasser versorgen die Halberstadtwerke mehr als 6.000 Kunden. Das Leitungsnetz ist 283 Kilometer lang. Durch regelmäßige Trinkwasseruntersuchungen garantieren die Halberstadtwerke eine gleichbleibend hohe Qualität.
Wärme:
Fernwärme nutzen im Versorgungsgebiet der Halberstadtwerke mehr als 3.500 Haushalte im Stadtzentrum von Halberstadt. Über ein zwanzig Kilometer langes Rohrnetz werden im Jahr rund 59 Millionen kWh Fernwärme transportiert. Die Fernwärme der Halberstadtwerke wird zu mehr als der Hälfte aus Kraft-Wärme-Kopplung in Blockheizkraftwerken erzeugt.
Kunden, die außerhalb des Gebiets der Fernwärmesatzung liegen, können Nahwärmecontracting nutzen. Beim Contracting spart der Kunde die Kosten für die Investitionen in eine neue Heizungsanlage. Stattdessen zahlt er einen monatlichen Betrag, der sich aus einer festen Pauschale für die Kosten der Heizungsanlage und die Serviceleistungen (Grundpreis) sowie einem verbrauchsabhängigen Preis für die gelieferte Wärme (Wärmepreis) zusammensetzt. Die Halberstadtwerke übernehmen hierfür die Errichtung der Heizungsanlage, die Wärmelieferung und sämtliche Wartungs- und Instandsetzungsmaßnahmen.
Dienstleistungen:
Die Halberstadtwerke liefern nicht nur Energie, sondern sie beraten ihre Kunden auch dabei, diese Energie möglichst effizient einzusetzen. Die Dienstleistung reicht von der Beratung von Privatkunden bis zur Untersuchung größerer Gebäude. Etwa 50 Gebäude wurden im Landkreis Harz mittlerweile durch die Halberstadtwerke energetisch untersucht, darunter Schulen, Verwaltungsgebäude und ein Internat. Insgesamt konnte der Energieverbrauch dieser Objekte um bis zu 700.000 kWh in Summe gesenkt werden. Das entspricht einer CO2-Reduktion um mehr als 150.000 Kilogramm.

## Erneuerbare Energien
Die Halberstadtwerke bauen die Versorgung mit Energie aus regenerativen Rohstoffen konsequent aus. Dabei bilden Photovoltaikanlagen und Blockheizkraftwerke einen Schwerpunkt. Ein weiteres Standbein wurde im Jahr 2012 in Betrieb genommen: die Biogasanlage auf dem Betriebsgelände der Halberstadtwerke. Die Rohstoffe für diese Anlage werden von sieben Landwirten, die im Umkreis von zehn Kilometern zur Biogasanlage wohnen, geliefert. Die Biogasanlage versorgt unter anderem die Blockheizkraftwerke der Halberstadtwerke mit den notwendigen Brennstoffen.  
Gemeinsam mit der Avacon AG betreiben die Halberstadtwerke das Energieberatungszentrum Osterwieck, unter dessen Dach über 20 regionale Partner aus Kommunen, Unternehmen und Handwerk an Lösungen zu den Themen Energieeffizienz und Erneuerbare Energien arbeiten.

## Aus- und Weiterbildung
Die Halberstadtwerke bilden im kaufmännischen und im gewerblichen Bereich aus. Seit 1997 wurden insgesamt über 100 junge Menschen ausgebildet. Aktuell beläuft sich die Zahl der Azubis auf 17. Zum kaufmännischen Bereich wird der Ausbildungsberuf Industriekaufmann/-frau zugeordnet. Zum gewerblichen Bereich gehören die Berufe „Elektroniker für Betriebstechnik“ und „Anlagenmechaniker im Einsatzgebiet Rohrsystemtechnik“. Eine Besonderheit der Aus- und Weiterbildung bei den Halberstadtwerken stellt die enge Zusammenarbeit mit der Hochschule Harz dar. Durch die Kooperation ist eine Ausbildung im dualen System möglich. Hierbei werden die theoretischen und praktischen Lerninhalte parallel durch Berufsschule und Halberstadtwerke vermittelt. Zudem können Mitarbeiter der Halberstadtwerke an der Hochschule Harz an einer Energiewirtschaftlichen Weiterbildung teilnehmen.
Mit dem Deutschlandstipendium unterstützen die Halberstadtwerke begabte und leistungsfähige Studierende der Hochschule Harz. Ziel ist es Nachwuchskräfte in der Region zu halten, um frühzeitig die Möglichkeit zu bekommen eine persönliche Beziehung zu den zukünftigen Fachkräften aufzubauen.

## Belege
- Interview mit Geschäftsführer Dr. Rainer Gerloff (Volksstimme vom 9. Januar 2017)
- Mikroorganismen liefern grüne Energie (Volksstimme vom 2. Januar 2012)

Koordinaten: 51° 54′ 1,9″ N, 11° 3′ 33,2″ O